# Bruce Meredith
Bruce Meredith (ur. 19 kwietnia 1937 w Wheeling) – strzelec z Wysp Dziewiczych Stanów Zjednoczonych, czterokrotny olimpijczyk, najstarszy uczestnik Letnich Igrzysk Olimpijskich 2000. Kilkukrotny uczestnik mistrzostw świata, wielokrotny uczestnik zawodów o Puchar Świata, medalista igrzysk panamerykańskich i mistrzostw Ameryki. Najbardziej utytułowany strzelec z Wysp Dziewiczych Stanów Zjednoczonych.

## Życiorys
Meredith urodził się 19 kwietnia 1937 roku w Wheeling w Wirginii Zachodniej. Studiował na West Virginia University, na którym otrzymał tytuł Bachelor of Science. Z zawodu jest rzeczoznawcą majątkowym. Jest żonaty, ma dwoje dzieci. Jest praworęczny.
Strzelectwo zaczął uprawiać w wieku 14 lat. Początkowo reprezentował Stany Zjednoczone, w barwach tej drużyny wystartował jednak tylko w dwóch większych imprezach. W 1967 roku zajął czwarte miejsce w konkurencji karabinu małokalibrowego leżąc (50 m) na igrzyskach panamerykańskich w Winnipeg a po raz drugi w barwach USA wystartował na Mistrzostwach Świata 1986, na których zajął szóste miejsce w konkurencji: karabin małokalibrowy leżąc, 300 m (najwyższe miejsce w historii jego startów na globalnych czempionatach). 
Potem reprezentował już tylko Wyspy Dziewicze Stanów Zjednoczonych. W ich barwach wystartował w 1988 roku na igrzyskach olimpijskich w Seulu, gdzie zajął 47. miejsce (karabin małokalibrowy, trzy pozycje, 50 m) i 50. miejsce (karabin małokalibrowy leżąc, 50 m). Na kolejnych igrzyskach startował tylko w tej drugiej konkurencji; zajął: 31. miejsce w Barcelonie w 1992 roku (ex aequo z siedmioma zawodnikami), 42. miejsce w Atlancie w 1996 roku (ex aequo z czterema zawodnikami), natomiast na swoich ostatnich igrzyskach (Sydney 2000), uplasował się na 46. miejscu. Za każdym razem odpadał w eliminacjach. Był najstarszym sportowcem uczestniczącym w igrzyskach olimpijskich w Sydney – miał wówczas 63 lata.
W barwach Wysp Dziewiczych uczestniczył kilkukrotnie w mistrzostwach świata. Na mistrzostwach w Lahti w 2002 zajął 117. miejsce w konkurencji pistoletu pneumatycznego z 10 metrów. Cztery lata wcześniej, na mistrzostwach w Barcelonie w 1998, zajął 125. miejsce w tej samej konkurencji, a w 2006 roku w Zagrzebiu uplasował się na 134. miejscu (również w tej samej konkurencji).
Wielokrotnie startował też w zawodach o Puchar Świata. Najwyższe miejsca osiągał w 1993 roku w Los Angeles oraz w Mediolanie, w których to zajmował ósme lokaty (w konkurencji karabinu małokalibrowego leżąc, 50 m).
Startował też wielokrotnie w zawodach na szczeblu kontynentalnym. Do jego największych sukcesów można zaliczyć srebrny medal Igrzysk Panamerykańskich 1995 (karabin małokalibrowy leżąc, 50 m) oraz dwa brązowe medale w tej samej konkurencji na Mistrzostwach Ameryki (w 1989 i 1993 roku).

## Wyniki szczegółowe
Poniżej znajdują się wyniki Bruce'a Mereditha na najważniejszych światowych i kontynentalnych imprezach. Zostały one uszeregowane według roku (od pierwszego startu do ostatniego). W przypadku, kiedy zawodnik startował w tym samym roku na kilku imprezach, wyniki są uszeregowane od najlepszego do najgorszego.

### Igrzyska olimpijskie
| Igrzyska | Konkurencja                               | Wynik | Miejsce | Źródło |
| -------- | ----------------------------------------- | --- | ------- | ------ |
| IO 1988  | karabin małokalibrowy, trzy postawy, 50 m | Kwalifikacje (nie awansował do części finałowej) Leżąc – 397 punktów (100-100-99-98) Klęcząc – 380 punktów (93-98-95-94) Stojąc – 364 punktów (89-93-90-92) Łącznie: 1141 punktów | 47      | [ 3 ]  |
| IO 1988  | karabin małokalibrowy leżąc, 50 m         | Kwalifikacje (nie awansował do części finałowej) 586 punktów (99-98-98-93-100-98)                                                                                                 | 50      | [ 2 ]  |
| IO 1992  | karabin małokalibrowy leżąc, 50 m         | Kwalifikacje (nie awansował do części finałowej) 591 punktów (100-99-98-98-97-99)                                                                                                 | 31T     | [ 4 ]  |
| IO 1996  | karabin małokalibrowy leżąc, 50 m         | Kwalifikacje (nie awansował do części finałowej) 589 punktów (99-99-95-100-98-98)                                                                                                 | 42T     | [ 5 ]  |
| IO 2000  | karabin małokalibrowy leżąc, 50 m         | Kwalifikacje (nie awansował do części finałowej) 584 punkty (98-98-96-94-98-100)                                                                                                  | 46      | [ 6 ]  |

### Mistrzostwa świata[a]
| Mistrzostwa | Konkurencja                        | Wynik       | Miejsce | Źródło |
| ----------- | ---------------------------------- | ----------- | ------- | ------ |
| MŚ 1986     | karabin małokalibrowy leżąc, 300 m | 596 punktów | 6       | [ 1 ]  |
| MŚ 1998     | pistolet pneumatyczny, 10 m        | 535 punktów | 125     | [ 1 ]  |
| MŚ 2002     | pistolet pneumatyczny, 10 m        | 536 punktów | 117     | [ 1 ]  |
| MŚ 2006     | pistolet pneumatyczny, 10 m        | 526 punktów | 134     | [ 1 ]  |

### Puchar Świata[a]
| Mistrzostwa            | Konkurencja                       | Wynik                                                     | Miejsce | Źródło |
| ---------------------- | --------------------------------- | --------------------------------------------------------- | ------- | ------ |
| PŚ 1993 – Los Angeles  | karabin małokalibrowy leżąc, 50 m | Eliminacje:592 punkty Finał:101,1 pkt. Łącznie:693,1 pkt. | 8       | [ 1 ]  |
| PŚ 1993 – Mediolan     | karabin małokalibrowy leżąc, 50 m | Eliminacje:589 punktów Finał:94,9 pkt. Łącznie:683,9 pkt. | 8       | [ 1 ]  |
| PŚ 1994 – Hawana       | karabin małokalibrowy leżąc, 50 m | 589 punktów                                               | 19      | [ 1 ]  |
| PŚ 1994 – Fort Benning | karabin małokalibrowy leżąc, 50 m | 587 punktów                                               | 33      | [ 1 ]  |
| PŚ 1996 – Atlanta      | karabin małokalibrowy leżąc, 50 m | 588 punktów                                               | 41      | [ 1 ]  |
| PŚ 1998 – Buenos Aires | pistolet dowolny, 50 m            | 505 punktów                                               | 44      | [ 1 ]  |
| PŚ 1998 – Atlanta      | karabin małokalibrowy leżąc, 50 m | 580 punktów                                               | 53      | [ 1 ]  |
| PŚ 1999 – Atlanta      | karabin małokalibrowy leżąc, 50 m | 587 punktów                                               | 45      | [ 1 ]  |
| PŚ 1999 – Mediolan     | karabin małokalibrowy leżąc, 50 m | 583 punkty                                                | 56      | [ 1 ]  |
| PŚ 1999 – Atlanta      | pistolet pneumatyczny, 10 m       | 550 punktów                                               | 72      | [ 1 ]  |
| PŚ 1999 – Monachium    | karabin małokalibrowy leżąc, 50 m | 581 punktów                                               | 76      | [ 1 ]  |
| PŚ 1999 – Atlanta      | karabin pneumatyczny, 10 m        | 540 punktów                                               | 80      | [ 1 ]  |
| PŚ 1999 – Mediolan     | pistolet pneumatyczny, 10 m       | 551 punktów                                               | 94      | [ 1 ]  |
| PŚ 1999 – Mediolan     | karabin pneumatyczny, 10 m        | 541 punktów                                               | 109     | [ 1 ]  |
| PŚ 1999 – Monachium    | pistolet pneumatyczny, 10 m       | 544 punkty                                                | 111     | [ 1 ]  |
| PŚ 1999 – Monachium    | karabin pneumatyczny, 10 m        | 548 punktów                                               | 123     | [ 1 ]  |
| PŚ 2000 – Atlanta      | karabin małokalibrowy leżąc, 50 m | 592 punkty                                                | 27      | [ 1 ]  |
| PŚ 2000 – Atlanta      | pistolet pneumatyczny, 10 m       | 538 punktów                                               | 55      | [ 1 ]  |
| PŚ 2001 – Atlanta      | karabin małokalibrowy leżąc, 50 m | 572 punkty                                                | 47      | [ 1 ]  |
| PŚ 2002 – Atlanta      | pistolet pneumatyczny, 10 m       | 544 punkty                                                | 65      | [ 1 ]  |
| PŚ 2003 – Fort Benning | pistolet pneumatyczny, 10 m       | 548 punktów                                               | 71      | [ 1 ]  |
| PŚ 2004 – Ateny        | pistolet pneumatyczny, 10 m       | 529 punktów                                               | 85      | [ 1 ]  |
| PŚ 2006 – Mediolan     | pistolet pneumatyczny, 10 m       | 538 punktów                                               | 102     | [ 1 ]  |
| PŚ 2008 – Pekin        | pistolet pneumatyczny, 10 m       | 518 punktów                                               | 83      | [ 1 ]  |

### Igrzyska panamerykańskie[a]
| Mistrzostwa | Konkurencja                                | Wynik                                                      | Miejsce | Źródło |
| ----------- | ------------------------------------------ | ---------------------------------------------------------- | ------- | ------ |
| IP 1967     | karabin małokalibrowy leżąc, 50 m          | 593 punkty                                                 | 4       | [ 1 ]  |
| IP 1995     | karabin małokalibrowy leżąc, 50 m          | Eliminacje:589 punktów Finał:103 punkty Łącznie:692 punkty | 2       | [ 1 ]  |
| IP 1995     | karabin małokalibrowy, trzy pozycje, 300 m | 1127 punktów                                               | 6       | [ 1 ]  |
| IP 1995     | karabin standardowy, trzy pozycje, 300 m   | 548 punktów                                                | 8       | [ 1 ]  |
| IP 1995     | karabin małokalibrowy leżąc, 300 m         | 579 punktów                                                | 8       | [ 1 ]  |
| IP 1999     | karabin małokalibrowy leżąc, 50 m          | Eliminacje:582 punkty Finał:101,5 pkt. Łącznie:683,5 pkt.  | 8       | [ 1 ]  |
| IP 1999     | karabin małokalibrowy, trzy pozycje, 50 m  | 1086 punktów                                               | 11      | [ 1 ]  |
| IP 1999     | karabin pneumatyczny, 10 m                 | 541 punktów                                                | 21      | [ 1 ]  |
| IP 1999     | pistolet dowolny, 50 m                     | 503 punkty                                                 | 28      | [ 1 ]  |
| IP 1999     | pistolet pneumatyczny, 10 m                | 533 punkty                                                 | 39      | [ 1 ]  |
| IP 2003     | pistolet pneumatyczny, 10 m                | 536 punktów                                                | 39      | [ 1 ]  |
| IP 2007     | karabin małokalibrowy leżąc, 50 m          | 583 punkty                                                 | 19      | [ 1 ]  |

### Mistrzostwa Ameryki[a]
| Mistrzostwa | Konkurencja                               | Wynik                                                       | Miejsce | Źródło |
| ----------- | ----------------------------------------- | ----------------------------------------------------------- | ------- | ------ |
| MA 1989     | karabin małokalibrowy leżąc, 50 m         | Eliminacje:588 punktów Finał:103,4 pkt. Łącznie:691,4 pkt.  | 3       | [ 1 ]  |
| MA 1993     | karabin małokalibrowy leżąc, 50 m         | Eliminacje:589 punktów Finał:102,6 pkt. Łącznie:691,6 pkt.  | 3       | [ 1 ]  |
| MA 1993     | karabin małokalibrowy, trzy pozycje, 50 m | Eliminacje:1120 punktów Finał:86,6 pkt. Łącznie:1206,6 pkt. | 5       | [ 1 ]  |
| MA 1997     | karabin małokalibrowy leżąc, 50 m         | 579 punktów                                                 | 10      | [ 1 ]  |
| MA 2001     | karabin standardowy, trzy pozycje, 300 m  | 547 punktów                                                 | 4       | [ 1 ]  |
| MA 2001     | karabin małokalibrowy leżąc, 300 m        | 577 punktów                                                 | 4       | [ 1 ]  |
| MA 2001     | karabin małokalibrowy leżąc, 50 m         | 579 punktów                                                 | 9       | [ 1 ]  |
| MA 2005     | pistolet pneumatyczny, 10 m               | 542 punkty                                                  | 28      | [ 1 ]  |